# Saxifraga maweana
Saxifraga maweana là một loài thực vật có hoa trong họ Saxifragaceae. Loài này được Baker mô tả khoa học đầu tiên năm 1871.